# Осока двутычинковая
Осо́ка двутычи́нковая (лат. Carex diandra) — многолетнее травянистое растение, вид рода Осока (Carex) семейства Осоковые (Cyperaceae).

## Ботаническое описание
Серо-зелёное растение с коротким ползучим корневищем, рыхло-дернистое.
Стебли с несколько выпуклыми сторонами, кверху шероховатые, внизу до 4 мм в диаметре, 40—100 см высотой, окружены при основании чёрно-бурыми, узкими, до 5 мм шириной, влагалищами листьев.
Листовые пластинки желобчатые или сложенные вдоль, (1)1,5—3 мм шириной, короче стебля.
Соцветие 2,5—3 см длиной, колосовидно-метельчатое, с укороченными прижатыми веточками 1,5—2 см длиной. Колоски андрогинные, многочисленные, мелкие, немногоцветковые. Чешуи яйцевидные, острые, каштановые и ржавые, со светлым килем и довольно широким белоперепончатым краем, короче мешочков. Мешочки неравно-двояко-выпуклые, широкояйцевидные, глянцевитые, толстокожистые, (2)2,5—3(4,7) мм длиной, каштаново-бурые, почти чёрные, с широким, почти яйцевидным основанием, спереди бугристо-выпуклые, со сглаженными, не всегда явственными жилками, только в верхней части с зазубренными краями, постепенно, без изгиба суженные в удлинённый, по краю зазубренный и узко-крылатый носик; носик глубоко (до основания и ниже) щелевидно расщеплённый.
Плодоносит в июне—июле.
Число хромосом 2n=60.
Вид описан из Германии.

## Распространение
Северная Европа, в том числе арктическая Норвегия и Исландия, Атлантическая, Центральная и, редко, Южная Европа; Арктическая часть России: Мурман (Поной), Тиманская тундра (с. Пеша), Малоземельская тундра (река Сойма и междуречье Индиги и Вельта), юго-восток Большеземельской тундры (Воркута), низовья Енисей (Талнах); Европейская часть России: кроме южных районов; Кавказ; Урал, включая и Приполярный (бассейн реки Войкара); Западная Сибирь: к югу от 64° северной широты, Алтай; Восточная Сибирь: к югу от Полярного круга (севернее его только в бассейне Хеты у устья реки Медвежьей и на Оленёке), на востоке до Алдана; Дальний Восток: Амурско-Зейское плато, низовья Амура (озеро Орель), Камчатка, Сахалин; Средняя Азия: Мугоджары и район Кызылорды, бассейн реки Или в среднем течении, Джунгарский Алатау, долина Сыр-Дарьи (редко), Тянь-Шань (река Текес, Ферганский хребет), Памиро-Алай (Западный Памир); Западная Азия: Турция; Центральная Азия: Северная Монголия; Восточная Азия: острова Хоккайдо и Хондо, Северо-Восточный Китай; Южная Азия: Северо-Западные Гималаи; Северная Америка: Канада, север США, в том числе Аляска, низовья реки Макензи; Северная Африка: Канарские острова; Новая Зеландия.
Растёт на болотах, преимущественно низинных, болотистых лугах, заболоченных берегах рек и озёр, в болотистых лесах.